# Galáxia Anã de Sagitário II
A Galáxia Anã de Sagitário II (Sgr II ou Laevens 5) é uma galáxia satélite da Via Láctea e faz parte do Grupo Local, foi descoberta no ano de 2015, através dos dados obtidos pelo Pan-STARRS 1. Encontra-se na constelação de Sagitário, localizada a 67 kpc da Terra. É classificada como uma galáxia anã esferoidal (dSph) o que significa que ela tem uma forma aproximadamente arredondada com um raio de cerca de 	0,08 kpc.